# Constantin Caradja
Constantin Caradja (* 1795 in Konstantinopel; † 20. Juni 1860 in Den Haag) war ein griechischer Diplomat.

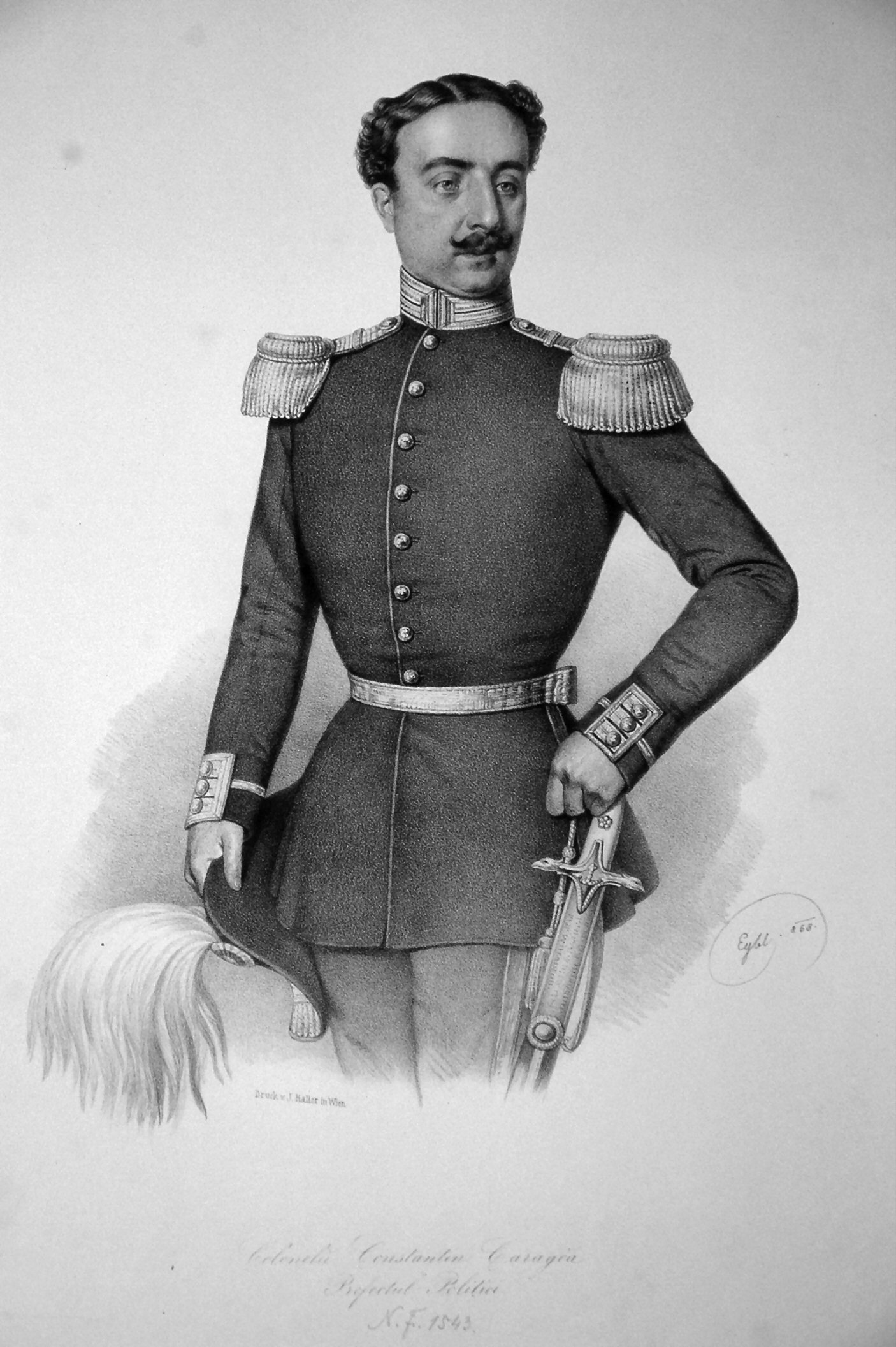
Constantin Caradja, 1843

## Leben
Constantin Caradja war 1833 griechischer Geschäftsträger in München im Königreich Bayern.
Am 22. April 1834 hatte er eine Audienz beim österreichischen Kaiser Franz II. in seiner Funktion als griechischer Gesandter und teilte diesem die Thronbesteigung von Otto auf dem Thron von Griechenland mit.
Ab dem 2. Juni 1834 war er griechischer Gesandter bei Louis-Philippe I. in Paris.
1832 vermittelte Simon von Eichthal Jakob Rothschild den Vertrieb einer griechischen Staatsanleihe über 60 Millionen Französische Franc. Von den ersten vierzig emittierten Millionen waren 11 als Entschädigung an das Osmanische Reich für den Ausstieg Griechenlands vorgesehen. Im Sommer 1834, als die Rothschilds die Zahlungen verringerten, waren von der osmanischen Forderung noch fünf Millionen offen. Die Hohe Pforte war verstimmt und weigerte sich, den griechischen Botschafter zu empfangen. Constantin Caradja und Michael Soutzos, sein Vorgänger als griechischer Gesandter in Paris, vertraten mit den von Eichthals die Position der griechischen Regierung und drohten den Rothschilds, ihnen den Auftrag für den Vertrieb der Staatsanleihen zu entziehen.
Bis 1837 war er in Diensten Griechenlands, anschließend wechselte er in die Dienste des Osmanischen Reichs.
Von Mai 1850 bis Oktober 1852 war er außerordentlicher osmanischer Gesandter in Berlin, wo er am 12. Januar 1852 Catherine Tabacopoulo heiratete und von Wilhelm Hensel mit Bleistift, weiß gehöht auf Karton, mit gelblichem Tondruck, 280 × 200 mm, porträtiert wurde.
Vom 22. Januar 1855 bis 1858 war er osmanischer außerordentlicher Gesandter und Ministre plénipotentiaire in Den Haag, wo er am 20. Juni 1860 starb.

## Verwandtschaft
Seine griechische Familie Caradja lebte in Phanar in Konstantinopel. Aus dieser Familie entstammten ein Patriarch, mehrere Großdragomanen und zwei Hegemonialwoiwoden der Walachei. Ihre Vertreter standen in den Diensten der Hohen Pforte.
Sein Vater war Ioannis Georgios Karatzas, dieser starb am 27. Dezember 1844 in Athen.
In erster Ehe war er mit Adèle Condo Dandolo (1814–1891) verheiratet, ihr gemeinsamer Sohn war Jean Karadja Pascha, welcher Mary Karadja heiratete und mit ihr Constantin Karadja als Sohn hatte.